# Civilizații extraterestre
Civilizații extraterestre (Extraterrestrial Civilizations) este o carte de popularizare a științei scrisă de Isaac Asimov în 1979.

## Cuprins
- Cuvânt înainte
- Capitolul 1 Pământul
- Capitolul 2 Luna
- Capitolul 3 Sistemul solar interior
- Capitolul 4 Sistemul solar exterior
- Capitolul 5 Stelele
- Capitolul 6 Sisteme planetare
- Capitolul 7 Stele precum Soarele
- Capitolul 8 Planete precum Pământul
- Capitolul 9 Viața
- Capitolul 10 Alte civilizații
- Capitolul 11 Exploatarea spațiului
- Capitolul 12 Zborul interstelar
- Capitolul 13 Mesaje

## Traduceri în limba română
- Editura Politică, anul 1983, București